# Mestressa subfasciata
Mestressa subfasciata is een insect uit de familie van de mierenleeuwen (Myrmeleontidae), die tot de orde netvleugeligen (Neuroptera) behoort. 
Mestressa subfasciata is voor het eerst wetenschappelijk beschreven door Banks in 1913.